# 天津中国实业银行大楼
天津中国实业银行大楼是中国实业银行在中国天津建造的总行大楼。建于1921年，选址在天津英租界的领事道〔Consular Road〕（今天津市和平区大同道15号），目前是天津市和平区文物保护单位 和重点保护等级历史风貌建筑。

## 历史
中国实业银行总行于1919年4月在天津开业，在筹建之初，该银行就开始募集股金并向长芦和东纲两家淮盐商投资，目的是为了向为的滦州矿务局、启新洋灰公司、耀华玻璃公司和华新纺织公司进行资金的存储和转账。

## 建筑风格
天津中国实业银行大楼由基泰工程司设计并监造。占地面积约3000平方米，建筑面积约4500平方米。该建筑为二层混合结构楼房带地下室，屋顶为平顶。建筑外立面为混水石材墙面和红砖清水墙面，柱子、檐部和窗套的外立面均为水刷石饰面，建筑转角处设有抱角石。建筑正立面设有六根爱奥尼克柱承托房檐并形成开敞式柱廊，柱廊的上部设有女儿墙。建筑首层的窗套装饰有山花。是一座具有古典复兴建筑特征的西洋建筑。